# فضای متریک کامل
در آنالیز ریاضی، فضای متریک M،  کامل یا کُوشی (به فرانسوی: Cauchy) است، اگر هر دنباله کوشی از نقاط M، به عددی در M همگرا شود. به بیان ساده‌تر، یک فضای کامل، فضایی است که هیچ رخنه‌ای در آن (درون یا روی مرز) نباشد. برای نمونه، فضای اعداد گویا کامل نیست، چراکه اعداد گنگ مانند {\displaystyle {\sqrt {2}}} در آن هستند، اما اعداد حقیقی، مجموعه‌ای کامل است.